# Julián Estiven Vélez
Julián Estiven Vélez, kolumbijski nogometaš, * 9. februar 1982, Medellín, Kolumbija.
Za kolumbijsko reprezentanco je odigral 15 uradnih tekem.